# Phäophytine

Struktur von Phaeophytin a. Abgesehen vom fehlenden Magnesiumion entspricht die Struktur der von Chlorophyll a.

Als Phäophytine (auch Phaeophytine bzw. Pheophytine) bezeichnet man Chlorophyllmoleküle, bei denen das zentrale Magnesiumion fehlt. Die korrespondierenden Bakteriochlorophylle ohne Magnesiumion nennt man dementsprechend Bakteriophäophytine. Phäophytine (bzw. Bakteriophäophytine) werden in der Literatur unterschiedlich abgekürzt, entweder als „Phe(o)“ (bzw. „BPhe(o)“) oder mit dem griechischen Buchstaben Phi („Φ“).
Phäophytine spielen in der Photosynthese eine wichtige Rolle. Sie sind für die Elektronenweitergabe im Reaktionszentrum des Photosystems II (PS-II) zuständig. Auch Bakteriophäophytine sind als Elektronendonatoren bei der anoxygenen Photosynthese bei Grünen Nichtschwefelbakterien und Purpurbakterien beteiligt. So hat Rhodobacter sphaeroides, ein Purpurbakterium, in seinem Reaktionszentrum zwei Bakteriophäophytine a.
Der Wortbestandteil Phäo- ist abgeleitet von griechisch φαιός phaiós: „dunkel“.

## Darstellung

Phäophorbid a, ein Abbauprodukt von Phaeophytin a.

Aus Chlorophyllen kann man Phäophytine durch Einwirken mit schwacher Säure darstellen.
Falls man den Phytolteil aus Phäophytin a abspaltet, erhält man ein sogenanntes Phäophorbid.